# Birger Ahlm
Anders Birger Ahlm, född 11 juli 1915 i Malmö Sankt Johannes församling i Malmöhus län, död 9 januari 1997 i Helsingborgs Maria församling i Skåne län, var en svensk militär.

## Biografi
Birger Ahlm avlade studentexamen vid Malmö handelsgymnasium och blev reservofficer vid Södra skånska infanteriregementet 1937 och löjtnant i reserven 1940. År 1942 blev han officer och befordrades 1945 till kapten i Intendenturkåren. Han var 1945–1947 förrådsintendent i Arméns intendenturkår och 1947–1951 regementsintendent vid Kronobergs regemente, varpå han 1951–1952 tjänstgjorde i Intendenturavdelningen i Arméförvaltningen. Han var lärare vid Krigsskolan 1952–1954 och chef för Intendenturförvaltningsskolan 1954–1958, befordrad till major 1956. Han var chef för Livsmedelsdetaljen i Förplägnadsbyrån vid Arméintendenturförvaltningen (KAIF) 1958–1959, befordrades till överstelöjtnant 1959 och var chef för Mobiliserings- och anskaffningssektionen i Förplägnadsbyrån vid KAIF 1959–1960. Därefter var han stabsintendent i I. militärområdet 1960–1961, chef för Utrustningssektionen i Materielbyrån vid KAIF 1961–1963 och chef för Centralsektionen i Materielbyrån vid Försvarets intendenturverk (FIV) 1963–1965. År 1965 befordrades Ahlm till överste, varpå han var chef för Materielbyrån vid FIV 1965–1968, chef för Materielbyrån i Intendenturmaterielförvaltningen vid Försvarets materielverk (FMV) från 1968 till 1973 eller 1974 och chef för Beklädnadsbyrån i Intendenturavdelningen i Huvudavdelningen för armémateriel vid FMV från 1973 eller 1974 till 1975.
Ahlm medverkade i organisationsnämnden för den centrala försvarsförvaltningen 1954, i 1956 års försvarsförvaltningssakkunniga samt i utredningar som granskade formerna för en gemensam intendenturförvaltning inom försvaret. På senare år genomförde han konsultuppdrag åt stat, landsting och kommun.
Ahlm invaldes som ledamot av Kungliga Krigsvetenskapsakademien 1966.
Birger Ahlm var son till fastighetsägaren Johannes Ahlm och dennes hustru Ida Green. Han är gravsatt i minneslunden på Nya kyrkogården i Helsingborg.

### Utmärkelser
- Riddare av första klassen av Svärdsorden, 1958.[17]
- Kommendör av Svärdsorden, 1969.[18]
- Kommendör av första klassen av Svärdsorden, 1973.[19]